# Kateřina z Valois (1401–1437)
Kateřina z Valois (fr. Catherine de France nebo Catherine de Valois, 27. října 1401, Paříž – 3. ledna 1437, Londýn) byla manželka anglického krále Jindřicha V. a matka jeho nástupce Jindřicha VI. Díky tajnému manželství s Owenem Tudorem byla také babičkou anglického krále Jindřicha VII. Tudora.

## Anglická královna

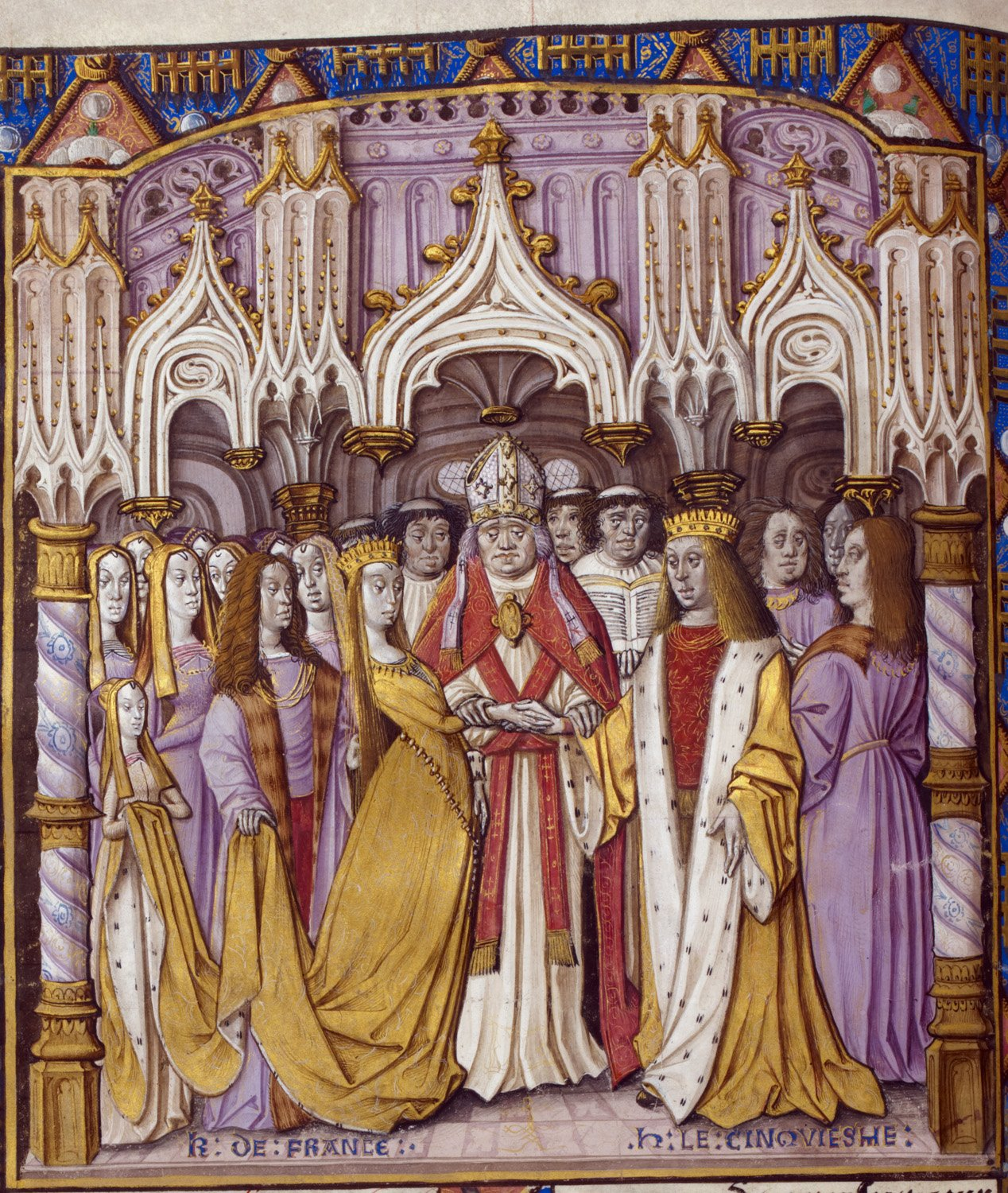
Svatba s Jindřichem (středověká iluminace)

Narodila se v paláci Saint-Pol jako dcera francouzského krále Karla VI. a Isabely, dcery bavorského vévody Štěpána III.
O sňatku princezny Kateřiny se synem Jindřicha IV. Anglického se uvažovalo brzy po jejím narození. Anglický král ale zemřel dříve, než došlo k dohodě. Nový král Jindřich V. o sňatku uvažoval v případě, že by byl uznán jeho nárok na francouzský trůn. Jindřich V. se nejvíce proslavil svým vítězstvím u Azincourtu (tuto kapitolu jeho života také zvěčnil William Shakespeare ve své hře Jindřich V.). Jeho manželství s Kateřinou z Valois mělo těmto dvěma národům, které spolu válčily už víc než 80 let, přinést mír.
V květnu 1420 byla dosažena mírová smlouva. Karel VI. uznal Jindřicha Anglického za svého dědice. Svatba se konala 2. června 1420 v katedrále v Troyes. Kateřina prý byla přitažlivá žena a Jindřich se do ní zřejmě zamiloval.[zdroj?] Odebrali se spolu do Anglie, kde byla Kateřina v únoru ve Westminsterském opatství korunována anglickou královnou. V červnu 1421 se Jindřich vrátil do Francie, aby pokračoval ve svém vojenském tažení. Tou dobou už byla Kateřina několik měsíců těhotná a narodil se jí syn, budoucí Jindřich VI. Jindřich V. svého syna nikdy neviděl, protože zemřel ve Francii 31. srpna 1422, zřejmě na úplavici.
Jednadvacetiletá vdova přišla v několika měsících i o otce. Její syn byl dědicem anglického trůnu a Anglií okupovaných území na severu Francie. Boj o moc a kontrolu nad francouzským trůnem vedl k obnovení bojů ve stoleté válce.

## Druhé manželství
Kateřina poté zahájila vztah se šlechticem velšského původu Owenem Tudorem, který zřejmě měl na starosti její domácnost. Zda, kdy a jak formálně uzavřeli sňatek, není dodnes jisté.
Owen a Kateřina měli přinejmenším pět dětí, z nichž čtyři se dožily dospělosti, syny Edmunda, Jaspera a Owena a dcery Markétu a Tacinu.

## Smrt
Kateřina zemřela 3. ledna 1437 společně s novorozenou dcerou při porodu. Předtím se však léčila z jakési dlouhodobé nemoci, možná rakoviny.[zdroj?] Owen Tudor byl po její smrti zadržen a obviněn z nespecifikovaných zločinů, ale krátce poté byl propuštěn. Žil až do roku 1461, kdy byl popraven yorkisty po bitvě u Mortimers Cross. Jejich synům udělil jejich nevlastní bratr, Jindřich VI. hrabství.
Kateřina byla pohřbena ve Westminsterském opatství. Její alabastrový památník možná nechal zničit její vnuk Jindřich VII., aby se oprostil od podezření nemanželského původu. Její ostatky byly dlouho veřejně vystaveny a pohřbeny až za vlády královny Viktorie.

## Odkaz
Život Kateřiny z Valois popisuje děj knihy Mari Griffithové Kořeny růže Tudorovců. Kniha popisuje Kateřinin život od doby, co opustila klášter až po její úmrtí v roce 1437.

## Vývod z předků
|                   |                             |  |                  |                            |  |  |  |  |  |  |  | Filip VI. Francouzský |
|                   |                             |  |                  |                            |  |  |  |  |  |  |  |                       |
|                   | Jan II. Francouzský         |  |                  |                            |  |  |  |  |  |  |  |                       |
|                   |                             |  |                  |                            |  |  |  |  |  |  |  |                       |
|                   |                             |  |                  | Jana Burgundská            |  |  |  |  |  |  |  |                       |
|                   |                             |  |                  |                            |  |  |  |  |  |  |  |                       |
|                   | Karel V. Francouzský        |  |                  |                            |  |  |  |  |  |  |  |                       |
|                   |                             |  |                  |                            |  |  |  |  |  |  |  |                       |
|                   |                             |  |                  | Jan Lucemburský            |  |  |  |  |  |  |  |                       |
|                   |                             |  |                  |                            |  |  |  |  |  |  |  |                       |
|                   | Jitka Lucemburská           |  |                  |                            |  |  |  |  |  |  |  |                       |
|                   |                             |  |                  |                            |  |  |  |  |  |  |  |                       |
|                   |                             |  |                  | Eliška Přemyslovna         |  |  |  |  |  |  |  |                       |
|                   |                             |  |                  |                            |  |  |  |  |  |  |  |                       |
|                   | Karel VI. Francouzský       |  |                  |                            |  |  |  |  |  |  |  |                       |
|                   |                             |  |                  |                            |  |  |  |  |  |  |  |                       |
|                   |                             |  |                  | Ludvík I. Bourbonský       |  |  |  |  |  |  |  |                       |
|                   |                             |  |                  |                            |  |  |  |  |  |  |  |                       |
|                   | Petr I. Bourbonský          |  |                  |                            |  |  |  |  |  |  |  |                       |
|                   |                             |  |                  |                            |  |  |  |  |  |  |  |                       |
|                   |                             |  |                  | Marie z Avesnes            |  |  |  |  |  |  |  |                       |
|                   |                             |  |                  |                            |  |  |  |  |  |  |  |                       |
|                   | Johana Bourbonská           |  |                  |                            |  |  |  |  |  |  |  |                       |
|                   |                             |  |                  |                            |  |  |  |  |  |  |  |                       |
|                   |                             |  |                  | Karel I. z Valois          |  |  |  |  |  |  |  |                       |
|                   |                             |  |                  |                            |  |  |  |  |  |  |  |                       |
|                   | Izabela z Valois (1313)     |  |                  |                            |  |  |  |  |  |  |  |                       |
|                   |                             |  |                  |                            |  |  |  |  |  |  |  |                       |
|                   |                             |  |                  | Mahaut ze Châtillonu       |  |  |  |  |  |  |  |                       |
|                   |                             |  |                  |                            |  |  |  |  |  |  |  |                       |
| Kateřina z Valois |                             |  |                  |                            |  |  |  |  |  |  |  |                       |
|                   |                             |  |                  |                            |  |  |  |  |  |  |  |                       |
|                   |                             |  | Ludvík IV. Bavor |                            |  |  |  |  |  |  |  |                       |
|                   |                             |  |                  |                            |  |  |  |  |  |  |  |                       |
|                   | Štěpán II. Bavorský         |  |                  |                            |  |  |  |  |  |  |  |                       |
|                   |                             |  |                  |                            |  |  |  |  |  |  |  |                       |
|                   |                             |  |                  | Beatrix Svídnicko-Javorská |  |  |  |  |  |  |  |                       |
|                   |                             |  |                  |                            |  |  |  |  |  |  |  |                       |
|                   | Štěpán III. Bavorský        |  |                  |                            |  |  |  |  |  |  |  |                       |
|                   |                             |  |                  |                            |  |  |  |  |  |  |  |                       |
|                   |                             |  |                  | Fridrich II. Sicilský      |  |  |  |  |  |  |  |                       |
|                   |                             |  |                  |                            |  |  |  |  |  |  |  |                       |
|                   | Alžběta Sicilská            |  |                  |                            |  |  |  |  |  |  |  |                       |
|                   |                             |  |                  |                            |  |  |  |  |  |  |  |                       |
|                   |                             |  |                  | Eleonora z Anjou           |  |  |  |  |  |  |  |                       |
|                   |                             |  |                  |                            |  |  |  |  |  |  |  |                       |
|                   | Isabela Bavorská            |  |                  |                            |  |  |  |  |  |  |  |                       |
|                   |                             |  |                  |                            |  |  |  |  |  |  |  |                       |
|                   |                             |  |                  | Stefano Visconti           |  |  |  |  |  |  |  |                       |
|                   |                             |  |                  |                            |  |  |  |  |  |  |  |                       |
|                   | Bernabo Visconti            |  |                  |                            |  |  |  |  |  |  |  |                       |
|                   |                             |  |                  |                            |  |  |  |  |  |  |  |                       |
|                   |                             |  |                  | Valentina Doria            |  |  |  |  |  |  |  |                       |
|                   |                             |  |                  |                            |  |  |  |  |  |  |  |                       |
|                   | Taddea Visconti             |  |                  |                            |  |  |  |  |  |  |  |                       |
|                   |                             |  |                  |                            |  |  |  |  |  |  |  |                       |
|                   |                             |  |                  | Mastino II. della Scala    |  |  |  |  |  |  |  |                       |
|                   |                             |  |                  |                            |  |  |  |  |  |  |  |                       |
|                   | Beatrice Regina della Scala |  |                  |                            |  |  |  |  |  |  |  |                       |
|                   |                             |  |                  |                            |  |  |  |  |  |  |  |                       |
|                   |                             |  |                  | Taddea da Carrara          |  |  |  |  |  |  |  |                       |
|                   |                             |  |                  |                            |  |  |  |  |  |  |  |                       |